# Guerra Otomano-Safávida de 1532–1555
A Guerra Otomano-Safávida de 1532-1555 foi um dos muitos conflitos militares travados entre os dois arqui-rivais, o Império Otomano liderado por Solimão, o Magnífico, e o Império Safávida liderado por Tamaspe I.

## Origens
A guerra foi desencadeada por disputas territoriais entre os dois impérios, especialmente quando o Bei de Bitlisse decidiu colocar-se sob proteção persa.  Além disso, Tamaspe assassinou o governador de Bagdá, um simpatizante de Solimão.
Na frente diplomática, os Safávidas haviam se envolvido em discussões com os Habsburgos para a formação de uma  aliança Habsburgo-Persa que atacaria o Império Otomano em duas frentes.

## Campanha dos Dois Iraques (Primeira campanha, 1532-1536)
Os Otomanos, primeiro sob o Grande Vizir Ibrahim Paxá, e mais tarde unidos pelo próprio Solimão, atacaram com sucesso o Iraque Safávida, recapturaram Bitlisse, e capturaram Tabriz e depois Bagdá em 1534. Tamaspe permaneceu elusivo enquanto se mantinha recuando à frente das tropas Otomanas, adotando uma estratégia de Terra queimada.

## Segunda campanha (1548–1549)
Sob o Grande Vizir Rüstem Pasha, os Otomanos tentando derrotar o Xá de uma vez por todas, Solimão embarcou em uma segunda campanha em 1548-1549. Mais uma vez, Tamaspe adotou uma política de terra queimada, devastando a Armênia. Enquanto isso, o rei Francês Francisco I, inimigo dos Habsburgos, e Solimão, o Magnífico, estavam avançando com uma aliança Franco-Otomana, formalizada em 1536, que contrabalançaria a ameaça dos Habsburgos. Em 1547, quando Solimão atacou a Pérsia, a França enviou o seu embaixador Gabriel de Luetz para acompanhá-lo em sua campanha. Gabriel de Luetz deu conselhos militares a Solimão, como quando ele aconselhou sobre a colocação de artilharia durante o Cerco de Vã. Solimão fez ganhos em Tabriz, na Armênia governada pela Persia, garantiu uma presença duradoura na província de Vã, na Anatólia Oriental, e tomou alguns fortes na Geórgia.

## Terceira campanha (1553-1555) e consequências
Em 1553, os Otomanos, primeiro sob o comando do Grande Vizir Rüstem Pasha e depois do próprio Solimão, iniciaram sua terceira e última campanha contra o Xá, na qual ele primeiro perdeu e depois recuperou Erzurum. Ganhos territoriais Otomanos foram assegurados pela Paz de Amásia em 1555. Solimão retornou Tabriz, mas manteve Bagdá, a Mesopotâmia, o oeste da Armênia, o oeste da Geórgia, a foz do Eufrates e do Tigre e parte da costa do Golfo Pérsico. A Pérsia manteve o resto de todos os seus territórios no noroeste do Cáucaso.
Devido ao seu forte compromisso na Pérsia, Solimão só conseguiu enviar apoio naval limitado à França na invasão Franco-Otomana da Córsega em (1553).

## Fontes

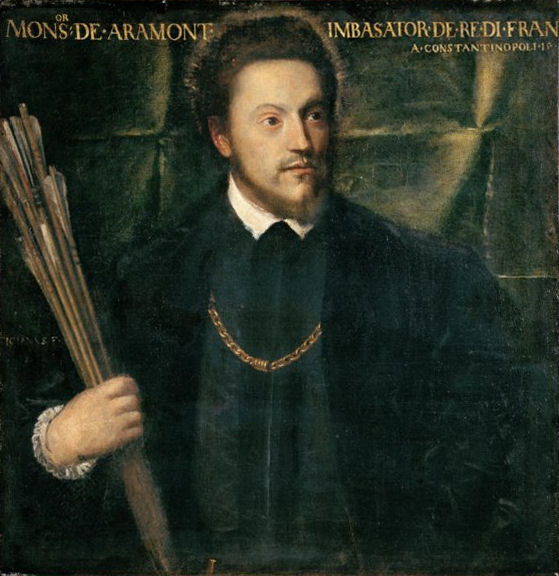
O embaixador Francês Gabriel de Luetz d'Aramon participou da campanha Otomana.
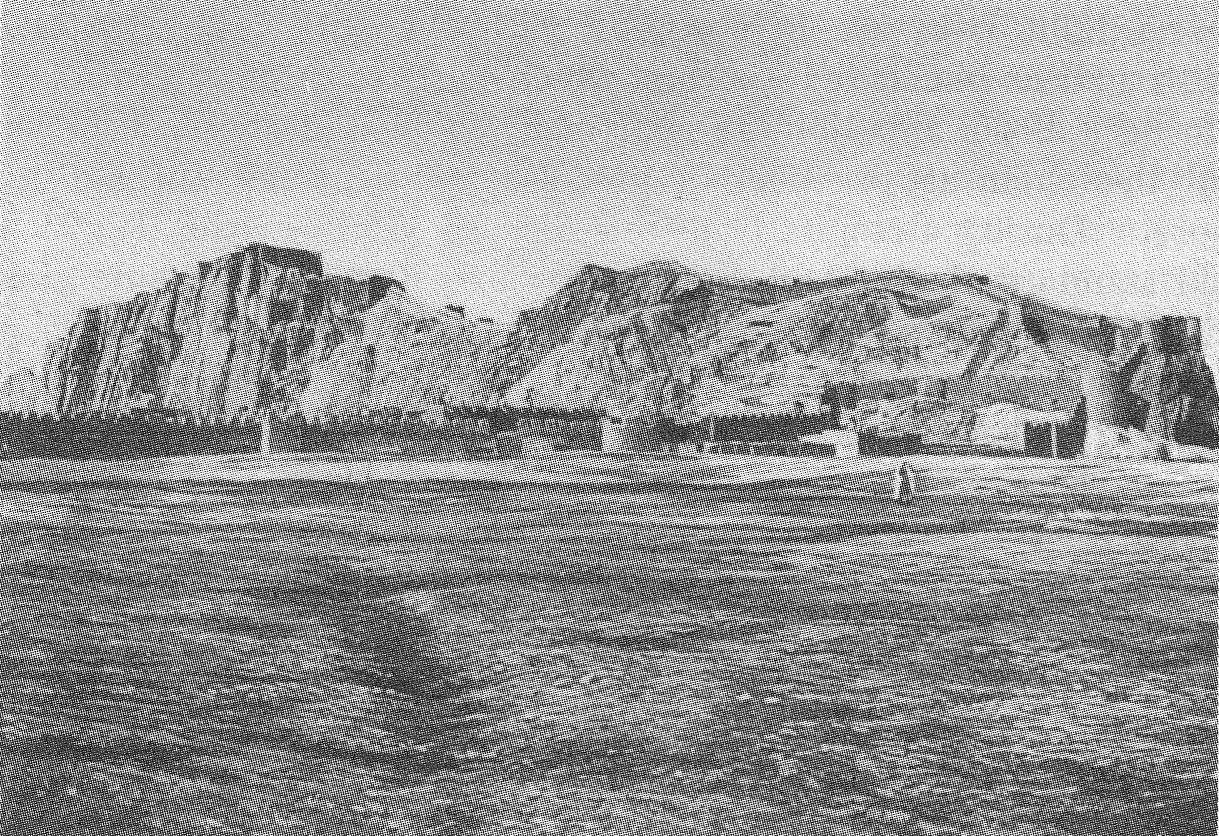
A cidade murada de Van, que Gabriel de Luetz d'Aramon ajudou a conquistar.